# Gefleckter Wühlwolf
Der Gefleckte Wühlwolf oder die Gefleckte Sandwolfspinne (Arctosa maculata), auch Gefleckte Bärin genannt, ist eine Spinne aus der Familie der Wolfspinnen (Lycosidae). Die Art ist vornehmlich in mehreren Teilem Europas verbreitet.

## Merkmale

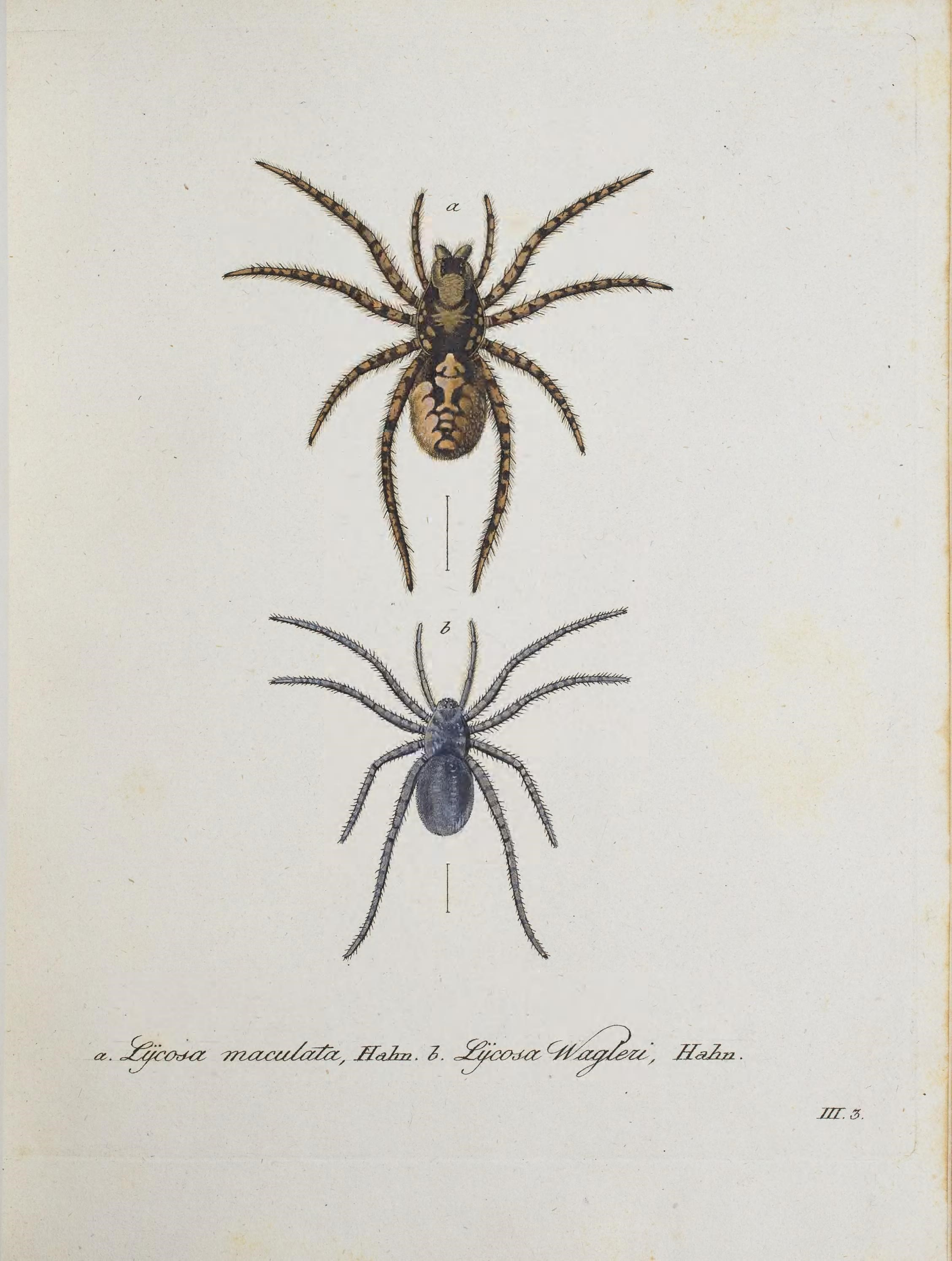
Ausschnitt aus Monographia Aranearum = Monographie der Spinnen von Carl Wilhelm Hahn (1820), der den Gefleckten Wühlwolf (oben) und den Kieslaufwolf (Pardosa wagleri, unten) zeigt.

Das Weibchen des Gefleckten Wühlwolfs erreicht eine Körperlänge von 10 bis 14 und das Männchen eine von neun bis 11 Millimetern. Dabei nimmt das Prosoma (Vorderkörper) eine Länge von 4,1 bis 4,5 Millimeter beim Weibchen und 4,1 bis fünf Millimeter beim Männchen ein. Damit zählt der Gefleckte Wühlwolf wie andere Wühlwölfe (Arctosa) zu den vergleichsweise großen in Mitteleuropa vorkommenden Wolfspinnen.
Das Prosoma besitzt eine rotbraune Grundfärbung. Der Carapax (Rückenschild des Prosomas) ist mit einem hellen Medianband geziert, das wiederum mit Zacken versehen ist. Darüber hinaus befinden sich auf dem Carapax mehrere dunkle Flecken, aus helleren Flecken zusammengesetzte Lateralbänder und zwei helle Flecken hinter hinteren Seitenaugen. Die Beine des Gefleckten Wühlwolfs erscheinen gelblich, die Femora (Schenkel) sind zudem schwach geringelt.
Das Opisthosoma (Hinterleib) verfügt über eine hellbraune Grundfärbung und ein wie die Beine ebenfalls gelbliches ebenfalls gelbliches Medianband, das vorne verbreitert ist und hinten in helle Punkpaare übergeht. Überdies befinden sich auf dem Opisthosoma mehrere dunkle Winkelflecken und ein helles Herzmal.

### Aufbau der Geschlechtsorgane
Die Bulbi (männlichen Geschlechtsorgane) verfügen über eine Tegulumapophyse (chitinisierter Fortsatz) mit einem distal gerichteten Fortsatz.
Die Epigyne (weibliches Geschlechtsorgan) ist durch eine im Zentrum befindliche und nach hinten erweiterte, zungenförmige Platte gekennzeichnet.

### Ähnliche Arten

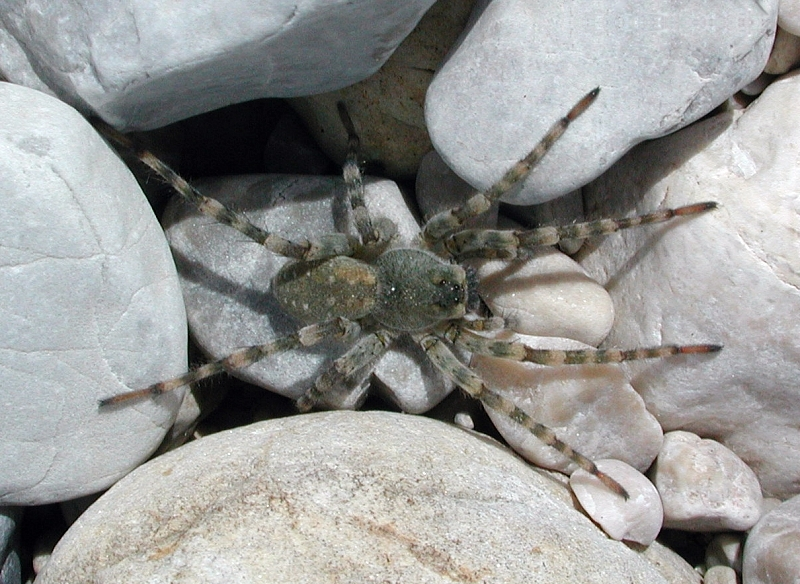
Weibchen der nah verwandten Flussuferwolfspinne (Arctosa cinerea)

Der Gefleckte Wühlwolf ähnelt teilweise der ebenfalls zu den Wühlwölfen (Arctosa) zählenden Flussuferwolfspinne (A. cinerea), die mitunter ähnliche Lebensräume bevorzugt. Der Gefleckte Wühlwolf ist jedoch deutlich kleiner als die Flussuferwolfspinne und verfügt im Allgemeinen über eine etwas dunklere Farbgebung.
Eine weitere ähnliche Art ist der ebenfalls zu dieser Gattung zählende Stämmige Wühlwolf (A. stigmosa), der aber wiederum etwas kleiner als der Gefleckte Wühlwolf bleibt und im Gegensatz zu diesem eine eher gelbliche oder rötliche Farbgebung aufweist. Beide Arten verfügen über ein sehr ähnliches Zeichenmuster.

## Vorkommen

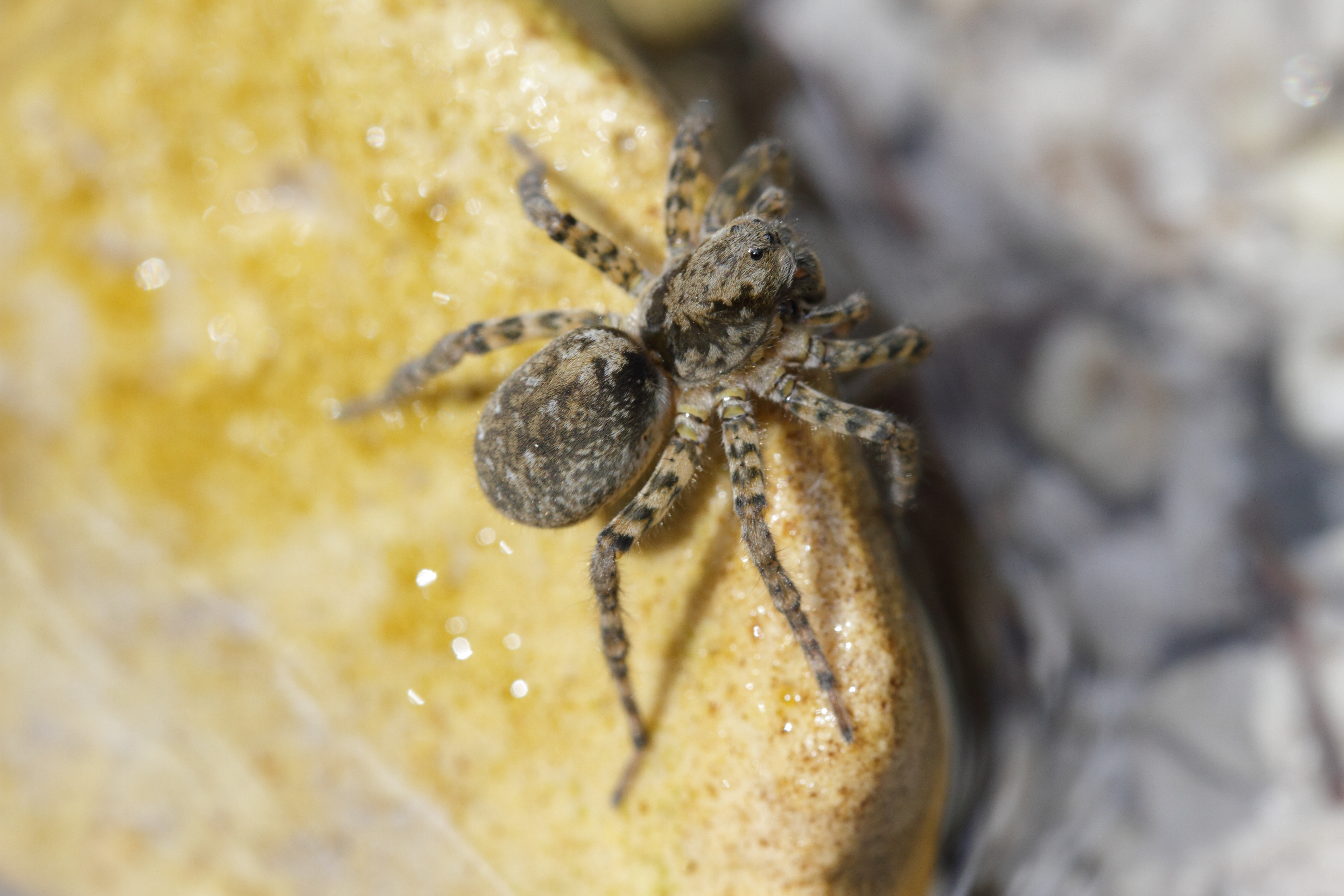
Weibchen des Gefleckten Wühlwolfs in der Steiermark

Der Gefleckte Wühlwolf ist in Europa und in der Türkei vertreten und dort weit verbreitet. Allerdings existieren bislang keine Nachweise aus Island, Skandinavien, den Britischen Inseln, dem Baltikum mit Ausnahme Lettlands, Belarus und Teilen Westrusslands, den Benelux-Ländern, Frankreich, Portugal, der Republik Moldau, dem Kosovo, Sizilien, Sardinien, Korsika, dem Europäischen Teil der Türkei und Kaukasien.

### Lebensräume

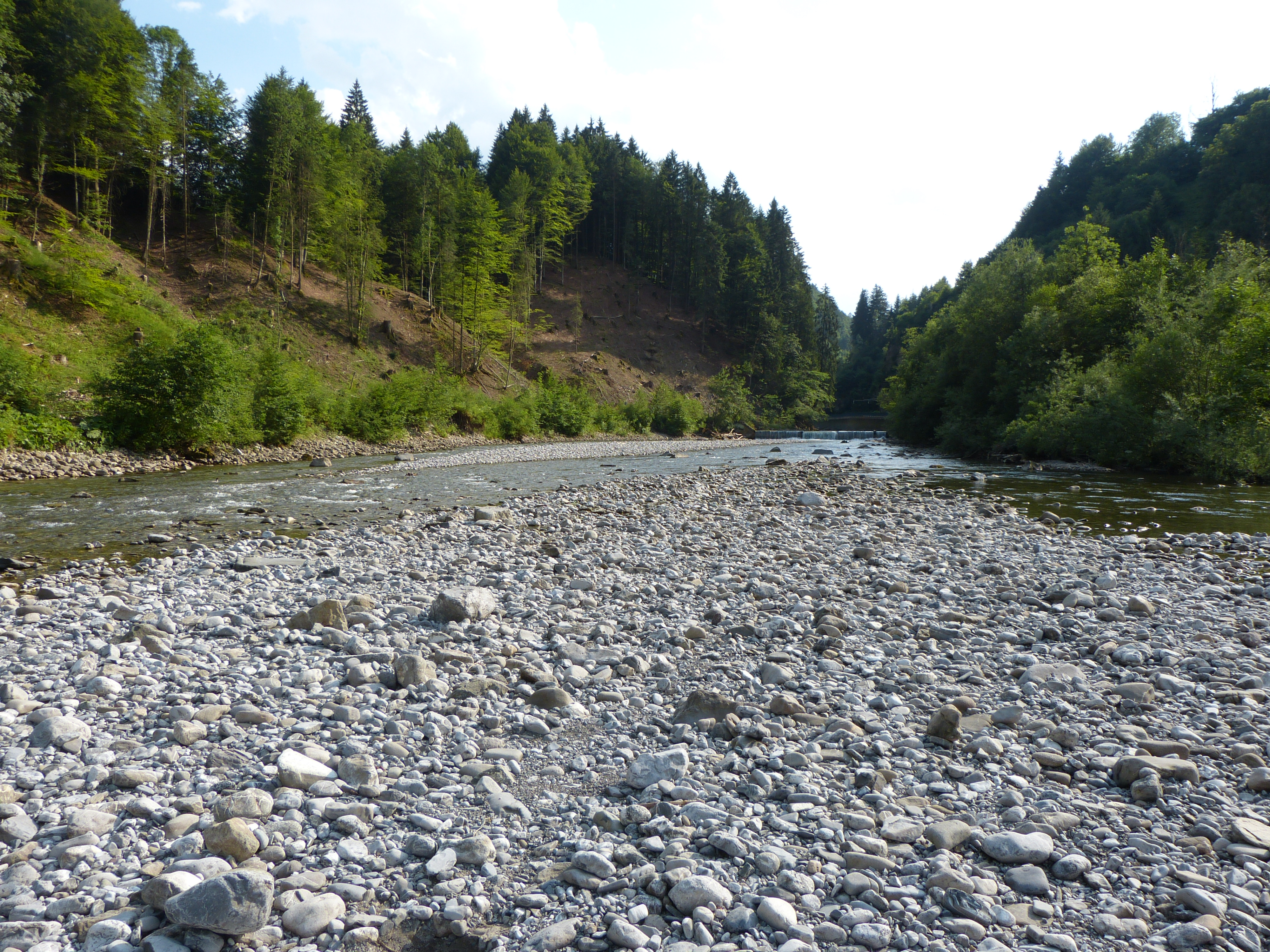
Schotterbänke im Fluss Breitach beim Markt Oberstdorf, Landkreis Oberallgäu in Bayern, eines der wenigen Habitate des Gefleckten Wühlwolfs in Deutschland.

Der Gefleckte Wühlwolf bewohnt die Nähe von Gewässern (vorzugsweise Fließgewässern) und bevorzugt insbesondere steinige oder kiesige Gewässerufer im Schattenbereich, kann aber auch an anderen Feuchtbiotopen mit geeigneten Voraussetzungen, etwa Schlammfluren oder sogar feuchter Gartenerde angetroffen werden.
In Deutschland sind die bisherigen Fundorte der Art auf den Süden Bayerns und den Nordrand der Alpen beschränkt. So kann der Gefleckte Wühlwolf an den Ufern der Flüsse der Alpen und Voralpen angetroffen werden, ist aber dort im Allgemeinen bislang selten nachgewiesen worden. In Österreich etwa ist die Art in Kärnten und in der Steiermark nachgewiesen. In letztgenanntem Bundesland sind z. B. Funde aus dem Grazer Stadtgebiet an den naturnahen Ufern der Mur, des Krois- und des Schöckelbaches bekannt.

### Bedrohung und Schutz
Der Gefleckte Wühlwolf ist in Mitteleuropa bedingt durch seine Gebundenheit an spezifische Lebensräume einschließlich seiner ohnehin dort stark begrenzten Verbreitung einem gewissen Gefährdungsgrad ausgesetzt, zumal Funde der Art ohnehin eher selten sind.
In der Roten Liste gefährdeter Arten Tiere, Pflanzen und Pilze Deutschlands etwa wird die Art in der Kategorie 3 („gefährdet“) geführt. Damit konnte allerdings im Gegensatz zur Roten Liste 2016, in der die Art noch in der Kategorie 2 („stark gefährdet“) gelistet wurde, ein geringeres Gefährdungsrisiko festgestellt werden. Grund dafür ist der Zuwachs an Kenntnissen über die Situation der Gefährdung der Art.
In der Roten Liste Österreichs wird der Gefleckte Wühlwolf in die Kategorie G („Gefährdung unbekannten Ausmaßes“) aufgeführt. Besonders in Kärnten wurden gravierende Bestandsgefährdungen der Art dokumentiert.
Der allgemeine Bestand des Gefleckten Wühlwolfs wird von der IUCN nicht erfasst.

## Lebensweise

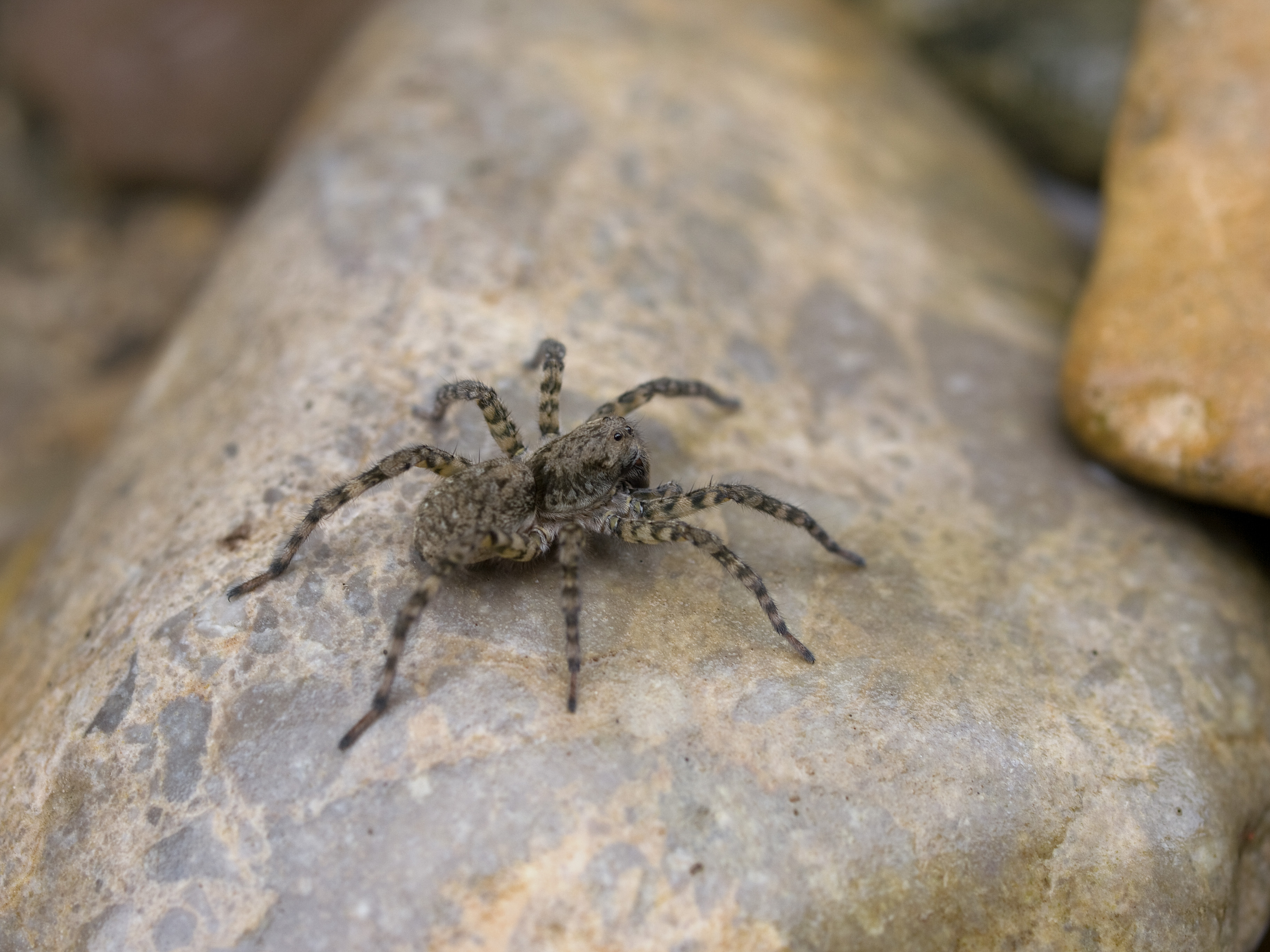
Weibchen außerhalb seines Unterschlupfes, gefunden beim Mangfalltal in Bayern.

Der Gefleckte Wühlwolf weicht hinsichtlich seiner Lebensweise von den anderen Wühlwölfen (Arctosa) ab und gräbt sich im Gegensatz zu den weiteren Arten der Gattung keine Wohnröhren, sondern legt stattdessen innerhalb seines Habitats Wohngespinste in bereits vorhandenen Hohlräumen unter Steinen an oder baut sich einen Unterschlupf mit Gespinst unter Steinen in Form eines Hohlraumes aus.

### Jagdverhalten und Beutefang
Wie der überwiegende Artenteil der Wolfspinnen jagt auch der wie nahezu alle Spinnen räuberisch lebende Gefleckte Wühlwolf freijagend ohne Fangnetz und nutzt seinen gut entwickelten Sehsinn zwecks der Wahrnehmung und Ortung von Beutetieren. Diese werden dann in einem Sprungangriff überwältigt, während der Jäger gleichzeitig mittels seiner Cheliceren (Kieferklauen) das Beutetier mit Gift injiziert und dieses somit außer Gefecht setzt. In das Beutespektrum des Gefleckten Wühlwolfs fallen andere Gliederfüßer in passender Größe.

### Lebenszyklus
Wie bei vielen in den gemäßigten Klimazonen verbreiteten Spinnenarten, gliedert sich auch der Lebenszyklus des Gefleckten Wühlwolfs in mehrere Phasen und ist zudem abhängig von den Jahreszeiten.

#### Phänologie
Die Phänologie (Aktivitätszeit) der ausgewachsenen Spinnen des Gefleckten Wühlwolfs beläuft sich auf die Zeiträume zwischen den Monaten April und Juni und August und November, während sie im Juni und aufgrund der Winterruhe zwischen Dezember und März unterbrochen wird.

#### Fortpflanzung
Das Fortpflanzungsverhalten des Gefleckten Wühlwolfs entspricht dem anderer Wolfspinnen, so vollführt auch hier das Männchen gegenüber einem arteigenen Weibchen einen für Wolfspinnen typischen Balztanz. Eine Paarung erfolgt, sollte das Männchen paarungswillig sein. Im Juli kann man auch Weibchen mit Eikokons in deren Unterschlüpfen vorfinden. Auch das Weibchen des Gefleckten Wühlwolfs trägt seinen Eikokon an den Spinnwarzen angeheftet mit sich herum und die Jungtiere klettern nach dem Schlupf auf den Rücken ihrer Mutter. Sie verbleiben dort für einige Zeit und werden dann selbstständig. Ihre Geschlechtsreife erlangen die Jungtiere im Folgejahr.

## Systematik
Der Gefleckte Wühlwolf wurde bei seiner Erstbeschreibung 1822 von seinem Erstbeschreiber Carl Wilhelm Hahn wie damals alle Wolfspinnen in die Gattung Lycosa eingeordnet und erhielt die Bezeichnung L. maculata. Als Carl Ludwig Koch 1847 die Gattung der Wühlwölfe (Arctosa) erstbeschrieb, ordnete er auch den Gefleckten Wühlwolf in diese ein und gab der Art zuerst die Bezeichnung A. farinosa. Die heute gültige Bezeichnung A. maculata wurde erstmals 1908 von Friedrich Dahl angewandt und wird seit 1965 durchgehend angewandt.
Der Artname maculata stammt aus der lateinischen Sprache und ist eine Abwandlung des Verbes maculare, welches „gefleckt“ bedeutet und somit auf das fleckige Zeichenmuster der Art hindeutet, welches dieser auch ihren deutschen Trivialnamen eingebracht hat.